# Île de Guiriden
L'île de Guiriden (ou Guiriden) est une île de l'archipel des Glénan au sud de Fouesnant dans le Finistère.
Située entre les Pierres Noires et l'île de Penfret, l'île de Guiriden est un banc de sable fin uniquement accessible en bateau.